# Vesicomya stearnsii
Vesicomya stearnsii är en musselart som först beskrevs av Dall 1895.  Vesicomya stearnsii ingår i släktet Vesicomya och familjen Vesicomyidae. Inga underarter finns listade i Catalogue of Life.